# Municipio de Harrisville (Ohio)
El municipio de Harrisville (en inglés: Harrisville Township) es un municipio ubicado en el condado de Medina en el estado estadounidense de Ohio. En el año 2010 tenía una población de 1836 habitantes y una densidad poblacional de 29,49 personas por km².

## Geografía
El municipio de Harrisville se encuentra ubicado en las coordenadas 41°1′30″N 82°1′30″O / 41.02500, -82.02500. Según la Oficina del Censo de los Estados Unidos, el municipio tiene una superficie total de 62.26 km², de la cual 62,21 km² corresponden a tierra firme y (0,08 %) 0,05 km² es agua.

## Demografía
Según el censo de 2010, había 1836 personas residiendo en el municipio de Harrisville. La densidad de población era de 29,49 hab./km². De los 1836 habitantes, el municipio de Harrisville estaba compuesto por el 97,77 % blancos, el 0,05 % eran afroamericanos, el 0,16 % eran amerindios, el 0,65 % eran asiáticos, el 0,38 % eran de otras razas y el 0,98 % eran de una mezcla de razas. Del total de la población el 0,98 % eran hispanos o latinos de cualquier raza.